# Аксентьево (Московская область)
Аксентьево — деревня в Можайском районе Московской области, в составе Сельского поселения Борисовское. Численность постоянного населения по Всероссийской переписи 2010 года — 6 человек. До 2006 года Аксентьево входило в состав Ямского сельского округа.
Деревня расположена в южной части района, примерно в 12 км к юго-западу от Можайска, у истока речки Новерютка (правый приток Протвы), высота центра над уровнем моря 210 м. Через Аксентьево проходит автодорога 46К-1130 Уваровка — Можайск.
Ближайшие населённые пункты — Тропарёво на юг и Михайловское на север.